# Uczały
Uczały (ros. Учалы, baszk. Учалы) – miasto w azjatyckiej części Rosji, w Baszkirii, w rejonie uczalińskim, 450 km na południowy wschód od Ufy.

## Sport
- Gorniak Uczały – klub hokeja na lodzie od 2012 do 2021[4]

## Demografia
- 2009 – 39 623[5]
- 2025 – 35 915[3]